# Televizija u 2019.
◄◄ | ◄ | 2016. | 2017. | 2018. | 2019.  | 2020. | 2021. | 2022. | ► | ►►
Arhitektura • Astronautika • Astronomija • Biologija • Film • Fotografija • Glazba • Kazalište • Kemija • Kiparstvo • Knjige • Književnost • Kršćanstvo • Meteorologija • Medicina • Planinarstvo • Politika • Pravo • Promet • Slikarstvo • Strip • Šport • Televizija • Znanost • Zrakoplovstvo • Željeznički promet
Televizija u 2019.

## Hrvatska i u Hrvata

### Domaća produkcija

#### Premijere tekućih serija i emisija
| Nadnevak      | Emisija                  | Tekuća sezona | Kanal   | Izvori |
| ------------- | ------------------------ | ------------- | ------- | ------ |
| 7. siječnja   | Crno-bijeli svijet       | 3.            | HTV 1   |        |
| 3. veljače    | Ljubav je na selu        | 10.           | RTL     | [ 1 ]  |
| 16. veljače   | Dora 2019.               | n/n           | HTV 1   |        |
| 2. ožujka     | Zvijezde pjevaju         | 8.            | HTV 1   |        |
| 17. ožujka    | Ples sa zvijezdama       | 9.            | Nova TV |        |
| 28. travnja   | Betonski spavači         | 2.            | HTV 1   |        |
| 8. rujna      | Ljubav je na selu        | 11.           | RTL     | [ 2 ]  |
| 9. rujna      | Gospodin Savršeni        | 2.            | RTL     | [ 3 ]  |
| 24. rujna     | Supertalent              | 7.            | Nova TV |        |
| 17. rujna     | Knjiga ili život         | n/n           | HTV 2   |        |
| 17. rujna     | U svom filmu             | 3.            | HTV 1   |        |
| 19. listopada | Život na vagi            | 4.            | RTL     |        |
| 21. listopada | Tri, dva, jedan – kuhaj! | 7.            | RTL     |        |

#### Premijere novih serija i emisija
| Nadnevak   | Emisija           | Kanal   | Izvor |
| ---------- | ----------------- | ------- | ----- |
| 23. ožujka | Superpar          | RTL     | [ 4 ] |
| 8. rujna   | Drugo ime ljubavi | Nova TV |       |

### Smrti
- 2. veljače – Branislav Bimbašić, hrvatski tiskovni, radijski i televizijski novinar, snimatelj i urednik, pokretač tjednog TV magazina Hrvatske televizije More. († 1934.)

## Vanjske poveznice
|  | Zajednički poslužitelj ima još gradiva o temi Televizija u 2019. |